# سیاست بازرگانی

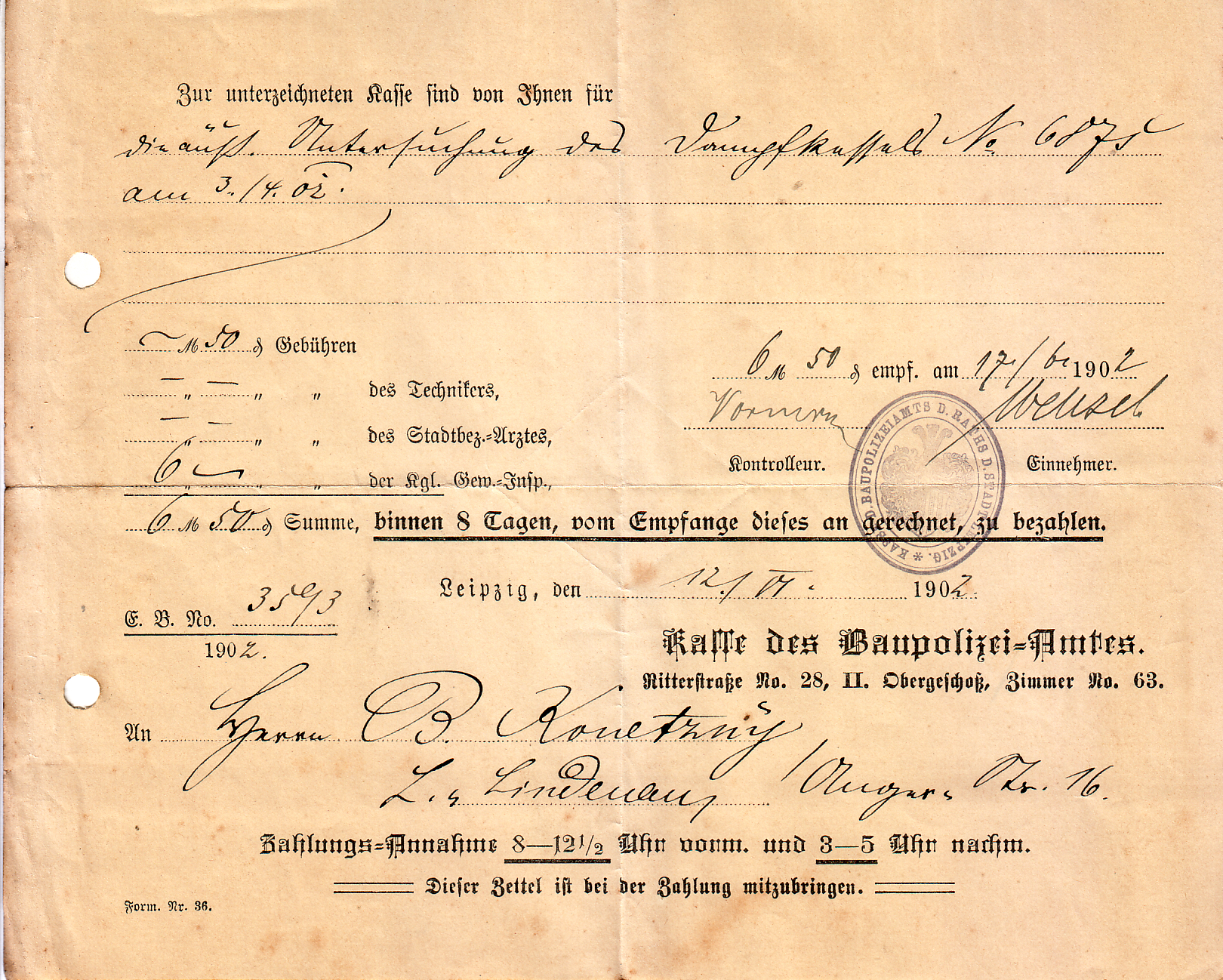
سیاست بازرگانی

سیاست بازرگانی (به انگلیسی:commercial policy) که به آن سیاست تجاری (به انگلیسی:trade policy) یا سیاست تجارت بین‌المللی (به انگلیسی:international trade policy) نیز گفته می‌شود، به سیاست حاکم یک دولت بر تجارت بین‌المللی اشاره دارد. سیاست بازرگانی یک اصطلاح جامع است که از آن برای پوشش موضوعات در برگرینده تجارت بین‌المللی استفاده می‌شود. سیاست بازرگانی اغلب بر حسب مقیاسی بین دو قطب تجارت آزاد (بدون محدودیت در تجارت) از یک طرف و سیاستی حمایت‌گرایانه (محدودیت‌های زیاد برای حمایت از تولیدکنندگان محلی) از سوی دیگر قرار دارد. یک سیاست بازرگانی گاهی می‌تواند توسط معاهده‌های مختلف در یک اتحادیه گمرکی مورد مانند معاهده‌های موجود در اتحادیه اروپا یا آفریقا (بازار مشترک کشورهای آمریکای جنوبی) مورد توافق قرار گیرد. سیاست بازرگانی یک کشور شامل در نظر گرفتن سیاست‌های اتخاذ شده توسط دولت آن کشور در حین مذاکره تجارت بین‌المللی است. عوامل متعددی وجود دارد که می‌تواند بر سیاست بازرگانی یک کشور تأثیر بگذارد. این عوامل می‌توانند بر سیاست‌های تجارت بین‌المللی تأثیر بگذارند.

## نظریه‌های خط مشی تجارت بین‌المللی
سیاست بازرگانی از زمان ظهور سوداگرایی مورد بحث بوده‌است. علم اقتصاد (یا اقتصاد سیاسی) عمدتاً به عنوان تلاشی برای روشن کردن تأثیرهای مختلف سیاست‌های بازرگانی توسعه یافته‌است. یکی از داغ‌ترین موضوعات در سیاست اقتصادی ارتقاء زنجیره‌های ارزش جهانی (Global Value Chains) می‌باشد.

## انواع و جنبه‌های سیاست بازرگانی

### منطقه‌گرایی
منطقه‌گرایی یا توافق‌نامه‌های تجاری منطقه‌ای (RTA)، خط مشی‌ها و موافقت‌نامه‌های تجاری هستند که توسط کشورهای یک منطقه به منظور افزایش تجارت بین‌المللی در منطقه ایجاد می‌شوند. RTAها توسط حامیان به عنوان ابزاری برای افزایش تجارت آزاد با هدف ادغام در معاملات تجاری بزرگتر، دوجانبه یا چندجانبه توصیف شده‌اند. منتقدان RTAها می‌گویند که آنها مانعی برای مذاکره تجاری هستند زیرا می‌توانند برای یک طرف نسبت به طرف‌های دیگر نامطلوب یا به‌طور غیرمنصفانه سودمند باشند، به ویژه اگر برخی از شرکت کنندگان کشورهایی باشند که هنوز در حال توسعه هستند.

### قراردادهای تجارت آزاد دوجانبه
توافقنامه تجارت آزاد دوجانبه زمانی است که دو کشور برای ارتقای تجارت و رفع موانع سرمایه‌گذاری مانند تعرفه‌ها، سهمیه‌های واردات و محدودیت‌های صادرات به توافق می‌رسند و به مبادله کالا می‌پردازند. به عنوان نمونه ایالات متحده معاهده‌هایی مانند موافقتنامه تجارت آزاد آمریکای شمالی را در سال ۱۹۹۴ میلادی و همچنین موافقت‌نامه‌ای دیر را با اسرائیل در دهه ۱۹۸۰ میلادی امضا کرد. کارشناسانی که از چنین توافقنامه‌های تجارت آزاد حمایت می‌کنند، استدلال می‌کنند که این توافق‌ها رقابت را افزایش می‌دهند و در عین حال توانایی دستیابی به بازارهای بزرگ‌تر را به کسب‌وکارها ارائه می‌دهند. منتقدان توافق‌نامه‌های دوجانبه ادعا می‌کنند که یک کشور بزرگ‌تر، مانند ایالات متحده، می‌تواند از این توافق‌ها برای فشار ناعادلانه بر دولت‌های کوچک‌تر و برای انجام فعالیت‌هایی اقتصادی سخت‌گیرانه‌تر از سازمان تجارت جهانی استفاده کند.

### قراردادهای ترجیحی
قراردادهای ترجیحی، قراردادهای تجاری هستند که در آن کشورها با کشورهای خاصی معامله می‌کنند و می‌توانند با این معاملات به منافع یکدیگر کمک کنند. کشورها از دهه ۱۹۵۰ میلادی به‌طور فزاینده ای چنین نوع معاملاتی را به دلیل ثمره سریع‌ترشان ترجیح می‌دهند. انتقادات و دفاعیه‌هایی نیز به این نوع از قراردادها وارد شده‌است.

## روش‌هایی که در آن سیاست بازرگانی تحت تأثیر قرار می‌گیرد

### تعرفه‌ها
تعرفه‌های تجاری مالیاتی است که بر واردات کالاهای خارجی اعمال می‌شود. تعرفه‌ها قیمت واردات را افزایش می‌دهند و معمولاً به کشوری که کالا از آن وارد می‌شود، وضع می‌شود. دولت‌ها از تعرفه‌ها به عنوان راهی برای ترویج رقابت در داخل کشور خود با کشور خارجی استفاده می‌کنند. در برخی موارد، دولت یک کشور از آنها به عنوان ابزاری برای حمایت از منافع خود استفاده می‌کند. در تاریخ مدرن، به‌طور کلی از اواسط قرن بیستم، استفاده از تعرفه‌ها تا حد زیادی به نفع افزایش تجارت بین‌المللی کاهش یافته‌است. از ابتدای سال ۲۰۱۷، دولت ترامپ شروع به اعمال تعرفه بر چندین کشوری کرد که در معاملات تجاری با ایالات متحده شرکت داشتند. کشورهایی که هدف تعرفه‌های ترامپ قرار گرفتند سپس با اعمال تعرفه‌های خود بر کالاهای آمریکایی مقابله به مثل کردند.

### سهمیه وارداتی
سهمیه‌های وارداتی، محدودیت‌هایی است که در میزان کالاهایی که می‌توان از بازرگانی خارجی به کشور وارد کرد تعریف می‌شود. به‌طور کلی، یک سهمیه واردات برای یک دوره زمانی خاص مثلاً به مدت زمان یک سال تعیین می‌شود. برخی از انواع این سهمیه‌ها، مقدار کالاهای خاص وارد شده به یک کشور را محدود می‌کنند، در حالی که نسخه‌های دیگر محدودیتی را بر ارزش آن کالاها اعمال می‌کنند. اهداف سهمیه بندی می‌تواند شامل موارد زیر باشد: حمایت از منافع یک ملت، تضمین تعادل تجاری به منظور عدم ایجاد کسری، مقابله به مثل در برابر سیاست‌های تجاری محدود کننده سایر کشورهایی که در میدان بازی بین‌المللی تجارت می‌کنند.